# جان جورج اسمیت
جان جورج اسمیت (انگلیسی: Sir John Smyth, 1st Baronet; ۲۴ اکتبر ۱۸۹۳ – ۲۶ آوریل ۱۹۸۳) نظامی و سیاست‌مدار اهل بریتانیا بود. وی همچنین برندهٔ جوایزی همچون صلیب نظامی و صلیب ویکتوریا شده‌است.